# Alys Robi

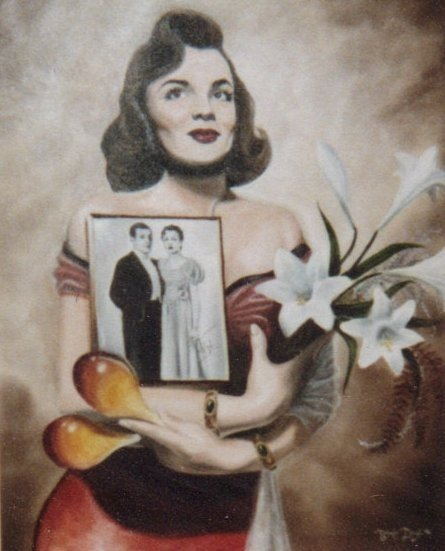
Alys Robi

Alys Robi (Alice Robitaille; * 3. Februar 1923 in Québec (Stadt); † 28. Mai 2011 in Montreal) war eine kanadische Sängerin.

## Leben und Wirken
Die Tochter des Boxers Paul Robitaille nahm bereits als Kind erfolgreich an Talentshows teil und trat am Capitol Theatre in der Revue Ten Nights in a Bar Room und den Rundfunkstationen CHRC und CKCV auf. Sie studierte in Montreal Gesang, Tanz und Schauspiel bei Jean Riddez und Rose Ouellette und war über ein Jahr am Théâtre National engagiert. Im Esquire Club wurde sie 1942 von Morris Davis, einem Produzenten der CBC entdeckt und für die Shows von Lucio Agostini und Allan McIver engagiert.
Ihre Vorliebe für das lateinamerikanische Repertoire (Tico-Tico no Fubá, Jalousie, Besame Mucho) machte sie in den 1940er Jahren bekannt. Sie sang 1944–48 in dem Programm Latin American Serenade der CBC, trat in New Yorker Cabarets (u. a. The Blue Angel) und dem NBC-Programm Carnation Contented Hour und 1947 in den ersten Fernsehprogrammen der BBC auf. In der Zeit des Zweiten Weltkrieges trat sie auch vor kanadischen Truppen auf.
1948 unterbrach ein Autounfall ihre Laufbahn. Sie erlitt in der Folge einen psychischen Zusammenbruch und verbrachte fünf Jahre in einer psychiatrischen Anstalt, wo sie mit Elektroschocks und einer Lobotomie behandelt wurde. Mehrere Versuche eines Comebacks nach dieser Zeit waren nur wenig erfolgreich. Luc Plamondon widmete ihr 1979 das Chanson Alys en cinémascope (gesungen von Diane Dufresne). Ihr Leben wurde Gegenstand der Fernsehserie Alys Robi und des Films Ma vie en cinémascope (2004) von Denise Filiatrault mit Pascale Buissière in der Hauptrolle, die dafür mehrere Preise erhielt.
Robi selbst schrieb zwei Autobiographien: Ma Carrière, ma vie (1980) und Long Cri dans la nuit: Cinq Années à l'Asile (1990). In letzterem reflektierte sie ihre Jahre in der Psychiatrie. 1985 wurde sie mit dem Order of St John geehrt.